# 屋宇地政署
屋宇地政署（英語：Buildings and Lands Department，1986年4月—1993年7月31日）是香港政府已解散政府部門。1986年4月由當時的地政署與前工務司署轄下建築物條例執行處合併而成。1993年和1994年分別分拆為屋宇署及地政總署。